# Флора Мартиросян
Флора Арташесовна Мартиросян (вірм. Ֆլորա Արտաշեսի Մարտիրոսյան; нар. 5 лютого 1957, Ленінакан (нині Гюмрі) — пом. 20 листопада 2012, Лос-Анджелес, США) — вірменська співачка і продюсерка, Народна артистка Вірменії.

## Життєпис
Флора Мартиросян народилася 5 лютого 1957 року в Ленінакані. Її батько був професійним спортсменом, мати — домогосподаркою. В родині було чотири дитини — 2 хлопчика і 2 дівчинки, Флора була наймолодшою дитиною. Вокальні дані успадкувала від матері. Паралельно зі школою закінчила музичну школу Гюмрі імені Армена Тиграняна.
У 1973 році почала виступати на Республіканському телебаченню і радіо. Закінчила Єреванську державну консерваторію. У 1978 році стала лауреатом міжнародного фестивалю в Гамбурзі (Німеччина).
У 1987 році Флора Мартиросян одружилась з журналістом Грагатом Геворкяном і в 1991 році разом з сім'єю виїхала до США. У 1997 році повернулася на батьківщину і продовжила музичну кар'єру.
З 1997 по 2001 роки вона очолювала музичну школу імені Армена Тиграняна.
У 2001 році у зв'язку з призначенням чоловіка їде до Лос-Анджелеса. В 2002 році в США засновує музичну академію імені Комітаса.
У 2007 році заснувала благодійну організацію «Artists for peace», членами якої стали всесвітньо відомі люди, голлівудські зірки. Метою цієї організації було об'єднатися силою мистецтва і сказати «Ні!» заперечення Геноциду вірмен та інших злочинів проти людства, а також закликати міжнародне співтовариство до миру.
1 листопада 2011 року в концертному залі «Гібсон» відбувся перший концерт Флори Мартиросян, в якому взяли участь Стіві Вандер, Чака Хан, Ерік Беннет та інші мегазірки. Під час концерту Флорі Мартиросян вручили спеціальну почесну грамоту Конгресмена США Брежа Шермана за особливі і неоціненні заслуги перед вірменською громадою та її мистецтво, що пропагує мир у всьому світі.
Померла Флора Мартиросян 20 листопада 2012 року в Лос-Анджелесі у США. Вважається, що причиною смерті стало ускладнення операції на жовчному міхурі 12 грудня 2012 року співачку поховали на Єреванському міському пантеоні «Комітас».

## Визнання
Пісня Ашуга Ашота «Цовастхікс» у виконанні Флори Мартиросян 15 років поспіль визнавалась найкращою піснею року. Співачка виступала з гастролями в більш ніж 60 країнах світу.
У 2011 році отримала почесну грамоту Конгресмена США Брежа Шермана за особливі і неоціненні заслуги перед вірменською громадою.